# Leonhard Müller (Abt)

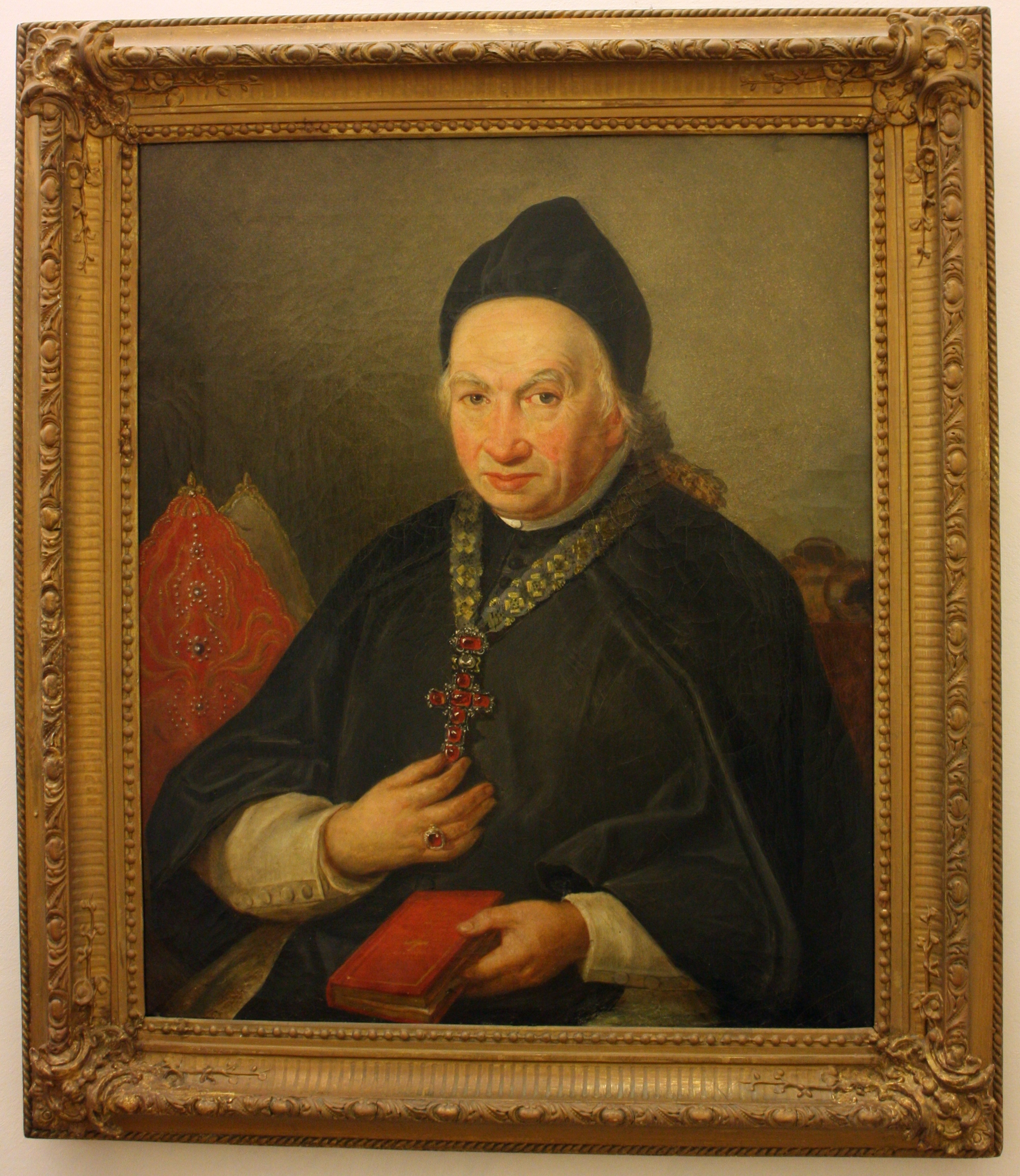
Leonhard Müller (Gemälde um 1800 im Kloster Eberbach)

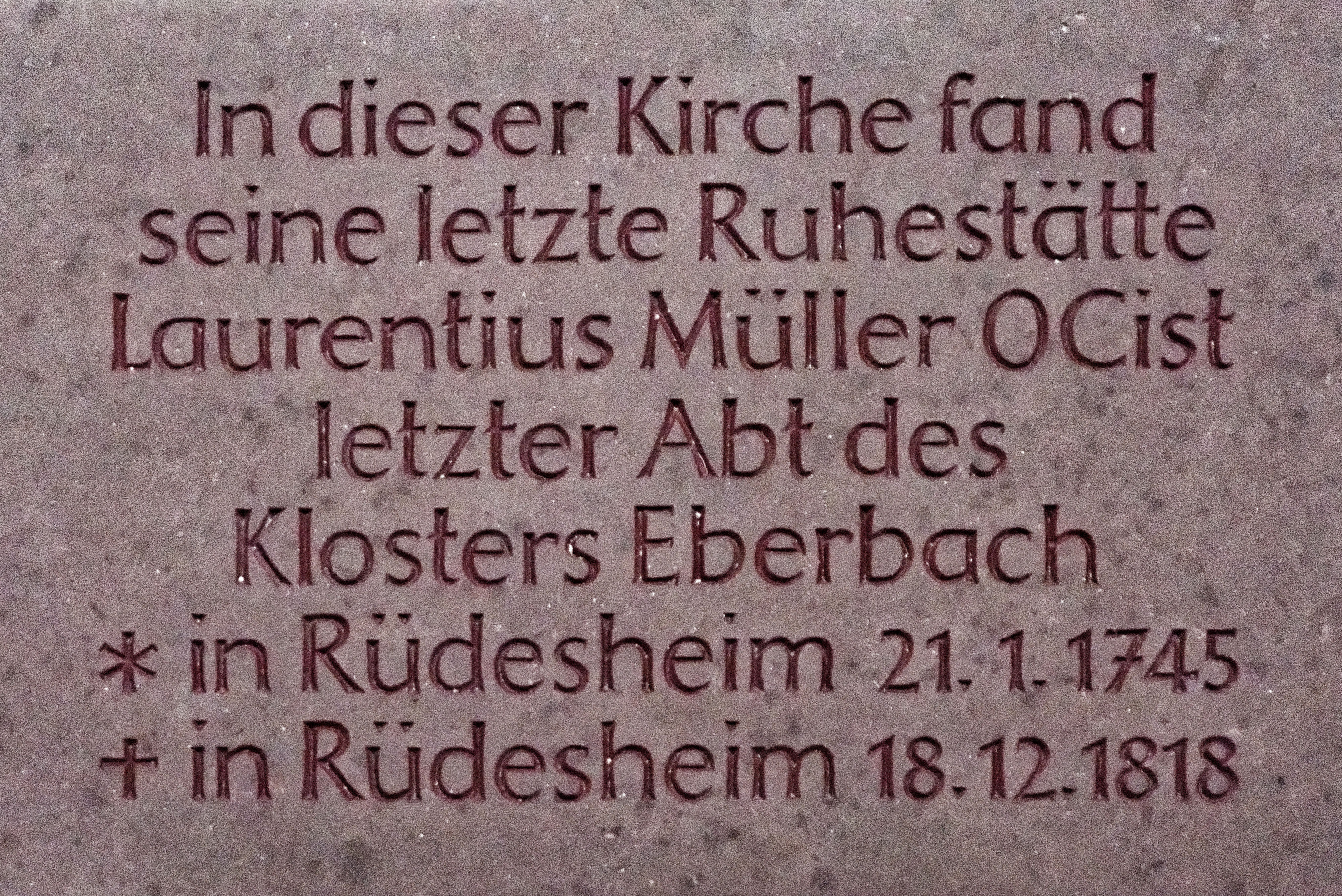
Gedenktafel in der St. Jakobus, Rüdesheim

Leonhard Müller OCist (* 21. Januar 1745 in Rüdesheim am Rhein; † 18. Dezember 1818 ebenda) war der letzte Abt des Klosters Eberbach.

## Leben
Leonhard Müller war der Sohn einer wohlhabenden und angesehenen Rüdesheimer Familie. Sein Großvater hatte als Marktschiffer ein Vermögen erworben. 1765 in die Zisterzienserabtei Eberbach eingetreten, empfing er 1771 die Priesterweihe und wurde 1787 als Propst in das Aulhauser Frauenkloster Marienhausen entsandt. 1795 wurde er zum Abt gewählt.
Seine Amtszeit fiel in die Zeit der Koalitionskriege. Monatelang hatten die Mönche aus Furcht vor den durchziehenden französischen Truppen das Kloster verlassen. Die Wirtschaftskraft der Abtei wurde erheblich geschwächt, das Klostervermögen dezimiert. 1803 wurde das Kloster infolge des Reichsdeputationshauptschlusses durch Friedrich August (Nassau-Usingen), den Fürsten von Nassau-Usingen aufgelöst.
Abt Leonhard erhielt eine Pension und eine Equipage und zog sich zu seinem Bruder Joseph nach Rüdesheim zurück, wo er bis zu seinem Tod 1818 aushilfsweise noch Pfarrdienste versah. Auch hielt er den Kontakt zu seinen verstreut lebenden Mitbrüdern. Seine Pontifikalien und liturgischen Geräte, die er aus dem Kloster hatte mitnehmen dürfen, befinden sich teils im Besitz der Pfarrgemeinde St. Jakobus, teils wurden sie während des Zweiten Weltkriegs vernichtet. Sein Grab ist nicht erhalten.